# María Pérez (athlétisme)
Pour les articles homonymes, voir María Pérez, Pérez, Maria García (homonymie) et García.
María Pérez García (née le 29 avril 1996 à Orce) est une athlète espagnole, spécialiste de la marche.Elle est championne d'Europe du 20 km marche en 2018 à Berlin, ainsi que double championne du monde du 20 km et du 35 km en 2023 à Budapest.
Depuis le 21 mai 2023, elle détient le record du monde du 35 km marche, avec le temps de 2 h 37 min 15 s.

## Carrière
En 2017, María Pérez décroche la médaille d'argent du 20 km lors des Championnats d'Europe espoirs et termine 10e des championnats du monde de Londres avec le temps de 1 h 29 min 37 s, nouveau record personnel.

### Championne d'Europe du 20 km (2018)
En 2018, l'Espagnole remporte le 20 km marche des Championnats d'Europe de Berlin en 1 h 26 min 36 s, record des Championnats et record d'Espagne, avec 27 secondes d'avance sur la Tchèque Anezka Drahotova, et 54 secondes d'avance sur l'Italienne Antonella Palmisano. L'année suivante, elle obtient une place de finaliste pour ses deuxièmes Mondiaux à Doha, en terminant 8e en 1 h 35 min 43 s. En 2021, elle échoue à la 4e place aux Jeux Olympiques de Tokyo, à seulement 8 secondes du podium.

### Double championne du monde et record du monde du 35 km (2023)
Début 2023, María Pérez remporte les championnats d'Espagne du 20 km marche en 1 h 25 min 30 s, un nouveau record national. Le 21 mai, elle établit un nouveau record du monde du 35 km marche, en signant un chrono en 2 h 37 min 15 s aux Championnats d'Europe de marche par équipes, à Poděbrady. Elle efface des tablettes la championne du monde en titre de la distance, la Péruvienne Kimberly Garcia, qui avait marché en 2 h 37 min 44 s deux mois plus tôt.
Lors des championnats du monde de Budapest, elle réalise le doublé 20 km - 35 km, tout comme son compatriote Alvaro Martin. Sur la plus courte des distances, Pérez s'impose en 1 h 26 min 51 s, après s'être échappé du peloton au 16ème kilomètre ; sur le 35 km, elle franchit la ligne d'arrivée avec deux minutes d'avances sur Kimberly Garcia, alors qu'elle avait célébré sa victoire un tour trop tôt en récupérant un drapeau espagnol.

## Palmarès
| Date | Compétition                   | Lieu      | Résultat | Épreuve                  | Performance     |
| ---- | ----------------------------- | --------- | -------- | ------------------------ | --------------- |
| 2017 | Championnats d'Europe espoirs | Bydgoszcz | 2e       | 20 km marche             | 1 h 31 min 29 s |
| 2017 | Championnats du monde         | Londres   | 10e      | 20 km marche             | 1 h 29 min 37 s |
| 2018 | Championnats d'Europe         | Berlin    | 1re      | 20 km marche             | 1 h 26 min 36 s |
| 2019 | Championnats du monde         | Doha      | 8e       | 20 km marche             | 1 h 35 min 43 s |
| 2021 | Coupe d'Europe de marche      | Poděbrady | 2e       | 20 km marche             | 1 h 28 min 03 s |
| 2021 | Jeux olympiques               | Tokyo     | 4e       | 20 km marche             | 1 h 30 min 05 s |
| 2023 | Championnats du monde         | Budapest  | 1re      | 20 km marche             | 1 h 26 min 51 s |
| 2023 | Championnats du monde         | Budapest  | 1re      | 35 km marche             | 2 h 38 min 40 s |
| 2024 | Jeux olympiques               | Paris     | 2e       | 20 km marche             | 1 h 26 min 19 s |
| 2024 | Jeux olympiques               | Paris     | 1re      | Marche par équipes mixte | 2 h 50 min 31 s |

## Records
| Épreuve         | Performance          | Lieu       | Date               |
| --------------- | -------------------- | ---------- | ------------------ |
| 3 000 m marche  | 12 min 0 s 87        | Huelva     | 8 juin 2018        |
| 5 000 m marche  | 20 min 38 s 16       | Granollers | 14 juillet 2018    |
| 10 000 m marche | 43 min 40 s          | Séville    | 25 janvier 2020    |
| 10 km marche    | 43 min 52 s 08       | La Nucia   | 1er septembre 2019 |
| 20 km marche    | 1 h 25 min 30 s      | Cordoue    | 26 mars 2023       |
| 35 km marche    | 2 h 37 min 15 s (WR) | Poděbrady  | 21 mai 2023        |